# Marcus Aurelius Cotta Maximus Messalinus
Pour les articles homonymes, voir Aurelius Cotta.
Marcus Aurelius Cotta Maximus Messallinus (deuxième moitié du Ier siècle av. J.-C. - première moitié du Ier siècle), est un sénateur et consul romain.

## Famille
Il est né est à Rome, possiblement en -14.
Il est issu de la gens patricienne des Valerii, fils cadet du consul M. Valerius Messalla Corvinus et de sa deuxième épouse Aurelia Cotta. Il fait également partie de la famille Aurelii, ayant été adopté par Aurelius Cotta.
Il est le père de: 
- Aurelius Cotta Maximus, un aristocrate romain qui se voit rehausser sa fortune en 58[2].
- Aurelia, une vestale

## Biographie
Il est consul en 20 avec pour collègues son neveu Marcus Valerius Messalla.
D'après une inscription en langue grec découverte à Éphèse, il est Proconsul d'Asie en 25/26.
En 32, Tibère à défendu avec succès Maximus lors des poursuites pour avoir accusé Caligula d'homosexualité, ridiculisé dans un banquet à la défunte mère de Tibère lors de la fête funéraire, et se vantant de la protection de Tibère lorsqu'il est allé en justice[réf. nécessaire].

## Patron d'Ovide
Il est l'ami et le patron d'Ovide.